# Theridion innocuum
Theridion innocuum är en spindelart som beskrevs av Tord Tamerlan Teodor Thorell 1875. Theridion innocuum ingår i släktet Theridion och familjen klotspindlar. Inga underarter finns listade i Catalogue of Life.